# 1772年殖民統治者名單
本列表列出1772年殖民地，保护国和属地的殖民統治者。

## 奥地利
- 奥地利荷兰 – 查理·亞歷山大 (洛林)，奥地利荷兰总督(1744-1780)

## 丹麦
- 丹屬西印度群島 – 
  1. 弗雷德里克·莫斯，总督 (1770-1772)
  2. 里奇·威廉·文·罗普斯特福 , 总督 (1772-1773)

## 大不列颠
- 牙买加 – 威廉·特雷羅妮先生，牙买加总督 (1767-1772)
- 馬薩諸塞州灣 – 托马斯·哈钦森的，馬薩諸塞州灣省长(1769-1774)
- 新泽西州 – 威廉·富兰克林新泽西州州长(1763-1776)

## 葡萄牙
- 安哥拉 – 
  1. 弗朗西斯科·伊諾森西奧·德索薩·科蒂尼奧省长安哥拉(1764-1772)
  2. António de Lencastre长安哥拉(1772-1779)
- 澳门 – 迪奧戈·費爾南德斯薩萊馬和薩爾達尼亞, 澳门总督 (1771-1777)

## 西班牙
- 新西班牙 – 安東尼奧·馬利亞·德·布卡雷利·尤爾蘇，新西班牙总督(1771-1779)